# Newark (Illinois)
Newark – wieś w Stanach Zjednoczonych, w stanie Illinois, w hrabstwie Kendall.